# جون شنايدر (منتج تلفزيوني)
جون شنايدر (بالإنجليزية: John Schneider)‏ هو منتج تلفزيوني أمريكي، ولد في 23 أبريل 1962 في كاليفورنيا في الولايات المتحدة.

## وصلات خارجية
- جون شنايدر على موقع IMDb (الإنجليزية)